# Hannu Kottonen
Hannu Kottonen, född den 13 juni 1957 i Åbo, är en finländsk orienterare som tog silver i stafett vid VM 1979 och brons i stafett vid VM 1981.

## Utmärkelser
- Riddartecknet av Finlands Vita Ros’ orden,  6 december 1999[2]

[Redigera Wikidata]